# Mutěnice (okres Strakonice)
Obec Mutěnice se nachází v okrese Strakonice, kraj Jihočeský. Žije zde 274 obyvatel. Mutěnice leží na jižním okraji Strakonic, vesnicí protéká Smiradický potok a řeka Volyňka.

## Název

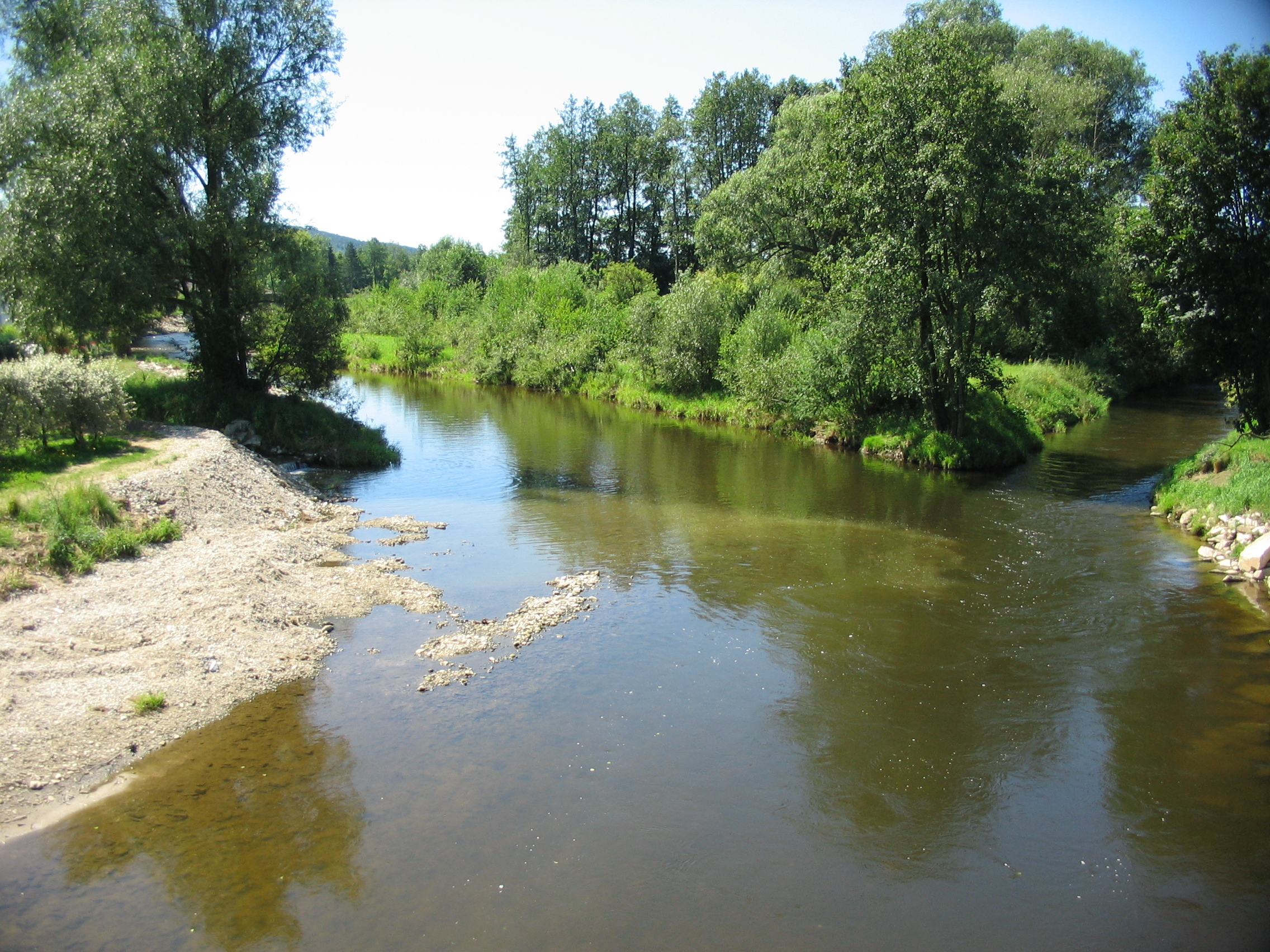
Soutok Volyňky a Smiradického potoka na okraji Mutěnic

Místní jméno Mutěnice vzniklo z původního jména Mutinice. V průběhu času došlo ke změně „i“ na „e“, a to patrně pod vlivem jiných místních jmen zakončených na „-enice“. Jméno obce se vykládá jako „ves lidí Mutinových“, vzniklo z osobního jména Mutina, což byla patrně domácí podoba osobního jména s komponentem Mut-, jako byl např. Mutimír. 
Stejnojmenná obec Mutěnice se nachází také v okrese Hodonín na Moravě.

## Historie
První písemná zmínka o obci pochází z roku 1243. V místním lomu se těžil fluorit, těžba byla zastavena koncem 19. století.
Od 1. ledna 1974 do 31. prosince 1991 byla obec součástí města Strakonice.

## Galerie

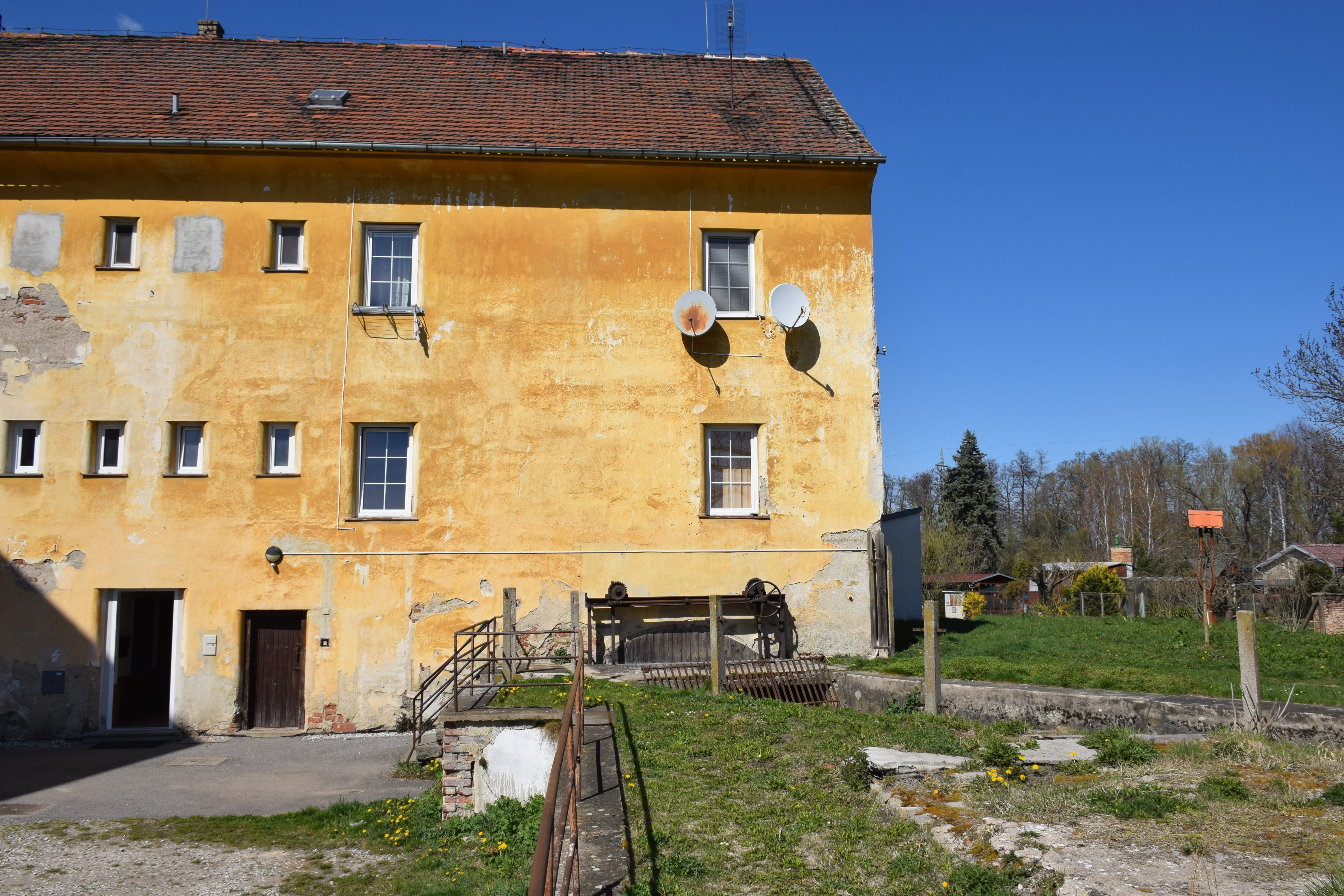
Obytný dům
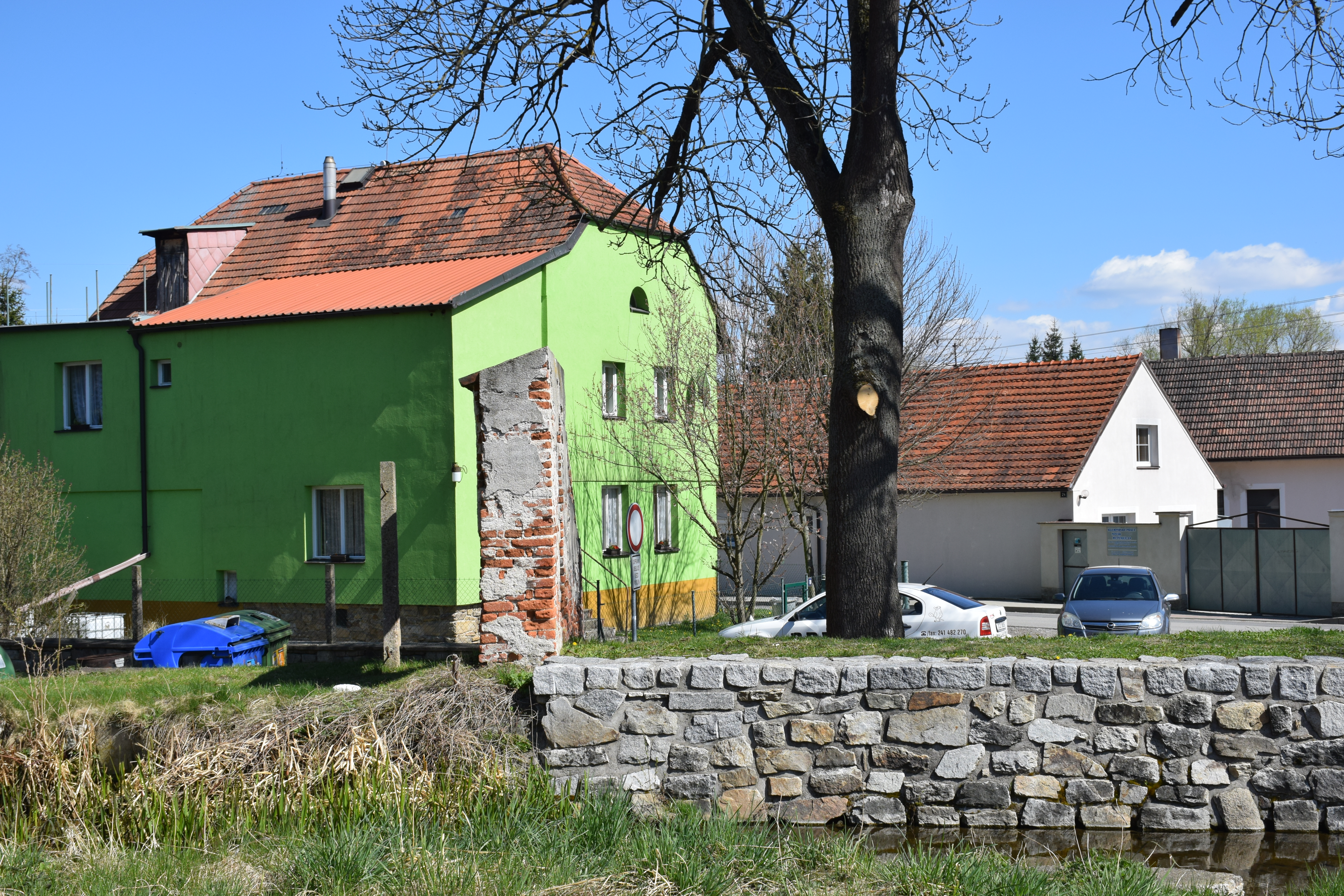
Náves
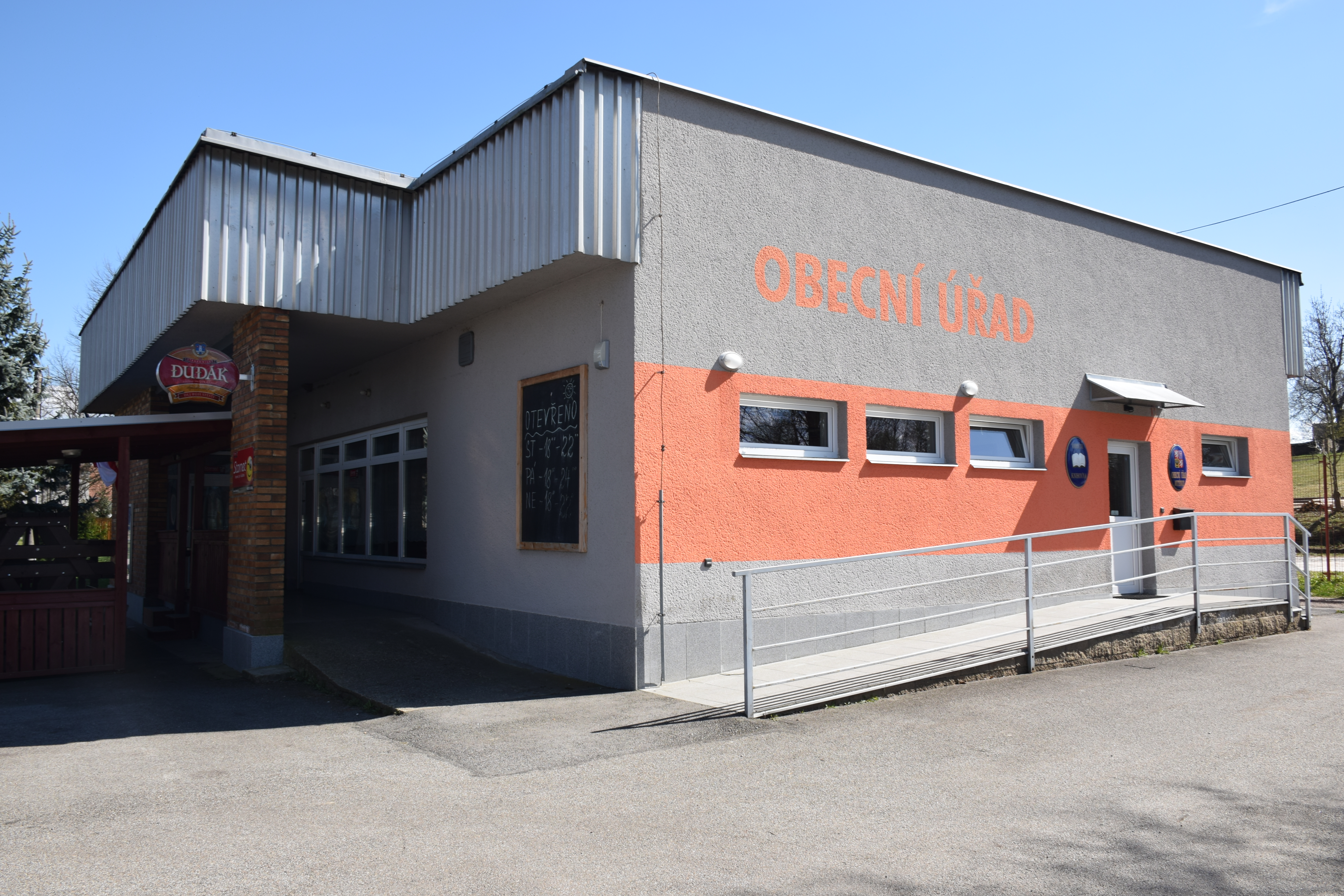
Obecní úřad
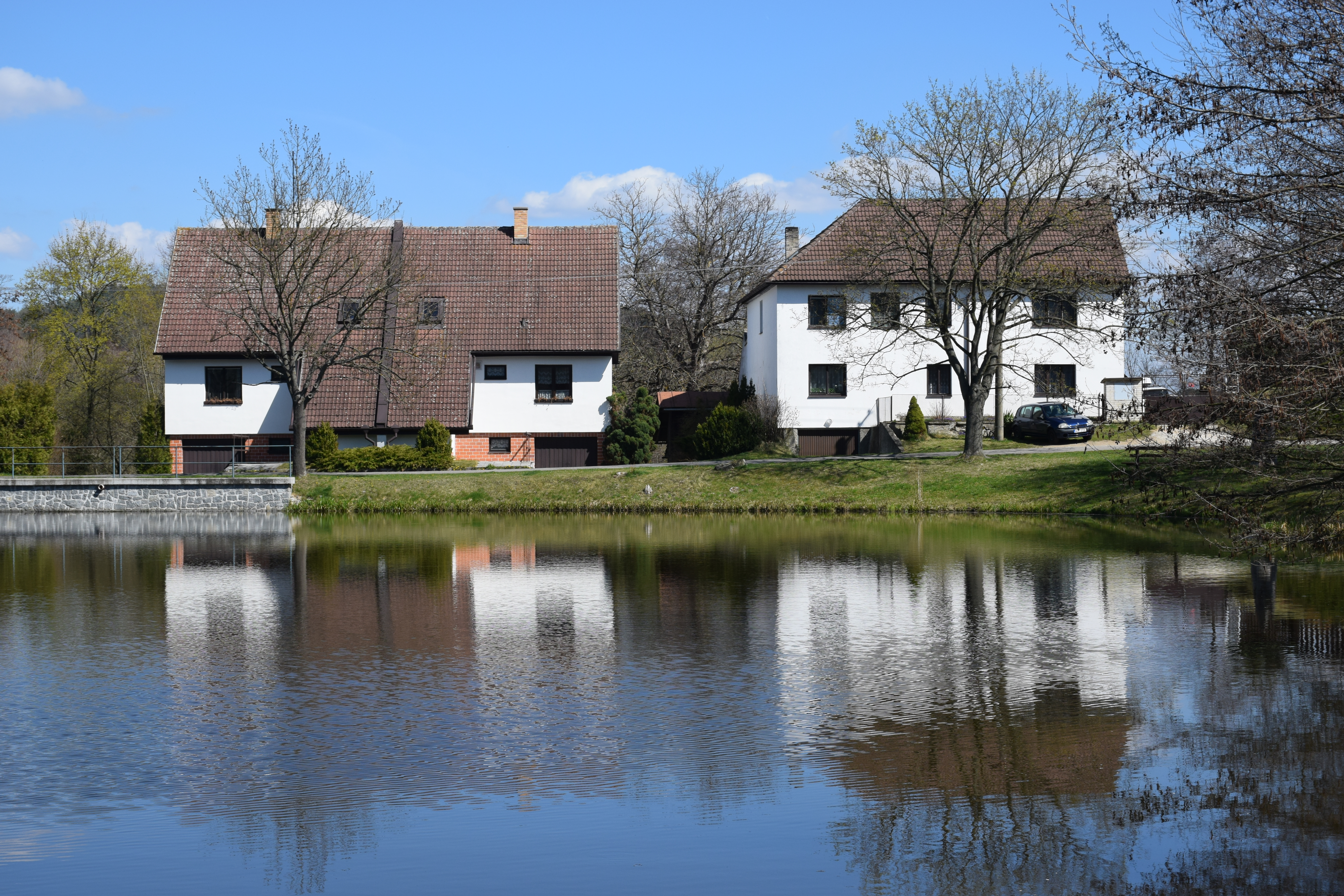
Rybník na návsi
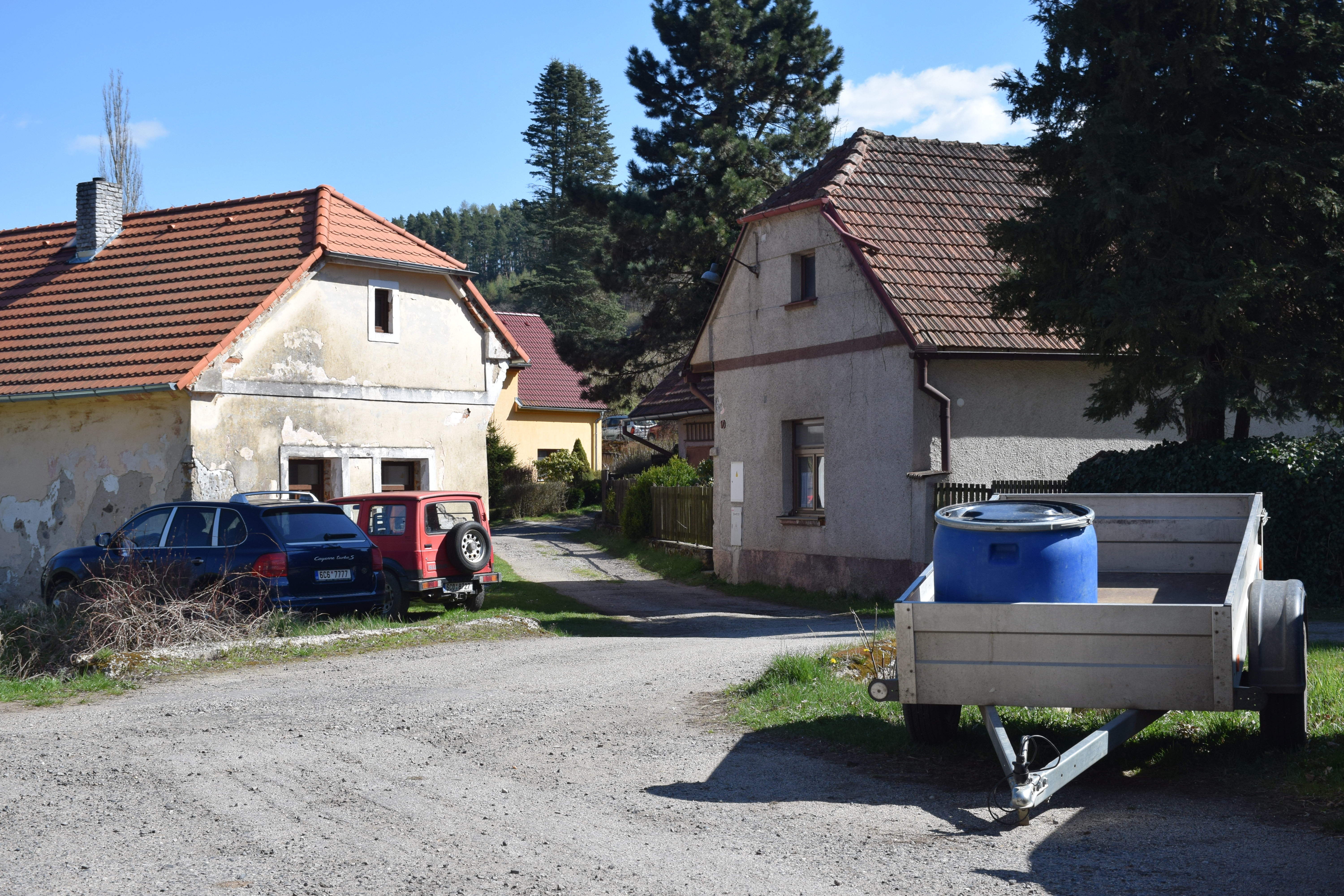
Pohled do vsi